# Sollé
Sollé ist sowohl eine Gemeinde (französisch commune rurale) als auch ein dasselbe Gebiet umfassendes Departement im westafrikanischen Staat Burkina Faso, in der Region Nord und der Provinz Loroum. Die Gemeinde hat 17.622 Einwohner.